# Stefano (Caulonia)
Stefano è una piccola frazione del comune di Caulonia in provincia di Reggio Calabria.

## Storia
Nella seconda metà del '900 la frazione vede progressivamente svuotarsi insieme a molti altri paesi del Sud Italia divenendo uno dei tanti luoghi da cui si migra. È una frazione con solo 15 abitanti che, pian piano, stanno scomparendo.